# ハウエル (ニュージャージー州)
ハウエル（Howell）は、アメリカ合衆国ニュージャージー州のモンマス郡にある町（タウンシップ）。人口は5万3537人（2020年）。マンハッタンの南90キロメートルに位置している。
ニューヨーク都市圏のベッドタウンであり、人口は増加傾向にある。森や湖など豊かな自然があり、引退した高齢者の定住先としても人気がある。町内に鉄道駅はないがニュージャージー・トランジットの路線バスが利用できる。

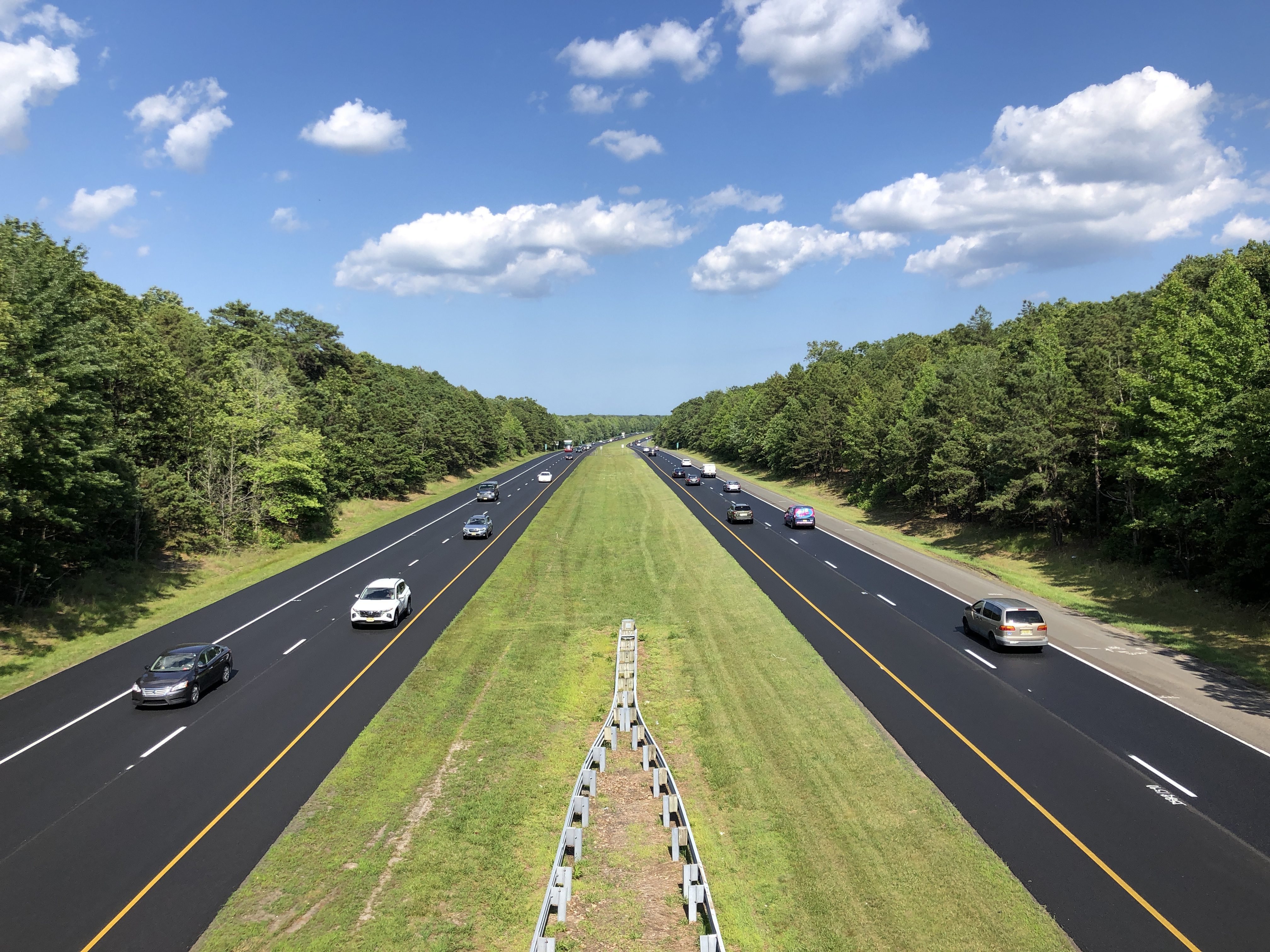
州間高速道路195号線